# Archivio svizzero di letteratura
L'Archivio svizzero di letteratura (ASL) in seno alla Biblioteca nazionale svizzera (BN) a Berna colleziona e valorizza dei fondi di scrittrici e scrittori svizzeri nelle quattro lingue nazionali, cioè in italiano, francese, tedesco e retoromancio.
L'ASL è stato inaugurato nel 1991 e si trova nella sede della Biblioteca nazionale svizzera alla Hallwylstrasse 15. Risale alla volontà testamentaria dello scrittore Friedrich Dürrenmatt, scomparso nel 1990, che prevedeva una donazione alla Confederazione del suo fondo manoscritti sotto la condizione che fosse instaurato un archivio letterario nazionale.
Oggi, nell'Archivio svizzero di letteratura sono conservati oltre 300 fondi e collezioni di scrittrici e scrittori, ma anche di intellettuali, di associazioni e di editori, tra l'altro di:
- Dieter Bachmann
- Étienne Barilier
- Franco Beltrametti
- Peter Bichsel
- Cla Biert
- S. Corinna Bille
- Georges Borgeaud
- Hermann Burger
- Erika Burkart
- Blaise Cendrars
- Alice Ceresa
- Maurice Chappaz
- Jacques Chessex
- Gion Deplazes
- Roger Dragonetti
- Albert Einstein
- Remo Fasani
- Heinrich Federer
- Anna Felder
- Giuseppe Gangale
- Friedrich Glauser
- Eveline Hasler
- Hermann Hesse
- Patricia Highsmith
- Ludwig Hohl
- Adolfo Jenni
- Walther Kauer
- Ágota Kristóf
- Peider Lansel
- Edvige Livello
- Hugo Loetscher
- Golo Mann
- Grytzko Mascioni
- Mani Matter
- Mariella Mehr
- Niklaus Meienberg
- Adolf Muschg
- Alberto Nessi
- Paul Nizon
- Giovanni Orelli
- Erica Pedretti
- Andri Peer
- Georges Poulet
- Josef Reinhart
- Gonzague de Reynold
- Rainer Maria Rilke
- Alice Rivaz
- Annemarie Schwarzenbach
- Carl Seelig
- Carlo Simonelli
- Hendri Spescha
- Carl Spitteler
- Verena Stefan
- Beat Sterchi
- Walter Vogt
- Otto F. Walter
- Silja Walter
- Markus Werner
- Jean Starobinski